# The Surrogate (1995)
The Surrogate is een film uit 1995 over een draagmoeder om op deze wijze haar collegegeld te betalen.

## Verhaal
Om haar familie te hebben die ze zelf nooit had, gaat Amy Winslow (Alyssa Milano) in op het verzoek om een surrogaatmoeder te zijn. Ze draagt de baby van Joan (Connie Sellecca) en Stuart Quinn. In ruil krijgt ze geld waarmee Amy haar college kan betalen.
Maar maanden gaan voorbij en Joan verandert in een kille vrouw. Vlak daarna komt ze er ook achter dat Joan en Stuart eerder een baby kregen, maar hij stierf vlak na de geboorte op een mysterieuze wijze.
Uit angst voor de veiligheid van haar baby vlucht Amy. Maar Joan is vastberaden haar kindje te krijgen.

## Rolverdeling
| Acteur            | Personage         |
| ----------------- | ----------------- |
| Alyssa Milano     | Amy Winslow       |
| Connie Sellecca   | Joan Quinn        |
| David Dukes       | Stuart Quinn      |
| Vincent Ventresca | Eric Shaw         |
| Polly Bergen      | Sandy Gilman      |
| Scott Hylands     | Detective Taggart |